# حول سوزان سونتاغ
حول سوزان سونتاغ (بالإنجليزية: Regarding Suosan Sontag) فيلم وثائقي سِيري إنتاج عام 2014، عن حياة الكاتبة والناقدة والناشطة الأمريكية سوزان سونتاغ. الفيلم من إخراج نانسي كيتس، وعرض للمرة الأولى في مهرجان تيريبيكا السينمائي أبريل 2014، ثم عرضته شبكة اتش بي أو في ديسمبر 2014. يستعرض الفيلم صورًا ومواد مرئية وأعمالاً كتابية لسوزان، ومقابلات مع أهم الأشخاص الذين عاصروها في حياتها الشخصية والعملية.

## وصلات خارجية
- حول سوزان سونتاغ على موقع IMDb (الإنجليزية)
- حول سوزان سونتاغ على موقع ميتاكريتيك (الإنجليزية)
- حول سوزان سونتاغ على موقع روتن توميتوز (الإنجليزية)
- حول سوزان سونتاغ على موقع فيلمافينيتي (الإسبانية)
- حول سوزان سونتاغ على موقع قاعدة بيانات الفيلم (الإنجليزية)
- حول سوزان سونتاغ على موقع ليتربوكسد (الإنجليزية)
- حول سوزان سونتاغ على موقع كينوبويسك (الروسية)

- حول سوزان سونتاغ على قاعدة بيانات الأفلام على الإنترنت.
- الموقع الرسمي للفيلم.